# Mason Inlet
Das Mason Inlet ist eine 24 km lange und vereiste Bucht an der Lassiter-Küste des Palmerlands auf der Antarktischen Halbinsel. Sie erstreckt sich zwischen dem Kap Mackintosh und der Küstenlinie südlich des Kap Herdman.
Erstmals gesehen und fotografiert wurde es während der United States Antarctic Service Expedition (1939–1941) bei einem Überflug im Dezember 1940. Weitere Luftaufnahmen entstanden 1947 im Rahmen der Ronne Antarctic Research Expedition (1947–1948), bei der in Zusammenarbeit mit dem Falkland Islands Dependencies Survey (FIDS) die kartografische Erfassung vorgenommen wurde. Der FIDS benannte das Inlet nach dem britischen Geodäten Douglas Percy Mason (1920–1986), der an den Schlittenexkursionen zur Vermessung der Küstenlinie beteiligt war.